# Pinewood (Florida)
Pinewood es un lugar designado por el censo ubicado en el condado de Miami-Dade en el estado estadounidense de Florida. En el Censo de 2010 tenía una población de 16.520 habitantes y una densidad poblacional de 3.362,37 personas por km².

## Geografía
Pinewood se encuentra ubicado en las coordenadas 25°52′10″N 80°13′1″O / 25.86944, -80.21694. Según la Oficina del Censo de los Estados Unidos, Pinewood tiene una superficie total de 4.91 km², de la cual 4.56 km² corresponden a tierra firme y (7.27%) 0.36 km² es agua.

## Demografía
Según el censo de 2010, había 16.520 personas residiendo en Pinewood. La densidad de población era de 3.362,37 hab./km². De los 16.520 habitantes, Pinewood estaba compuesto por el 17.46% blancos, el 75.33% eran afroamericanos, el 0.24% eran amerindios, el 0.48% eran asiáticos, el 0.05% eran isleños del Pacífico, el 3.72% eran de otras razas y el 2.72% pertenecían a dos o más razas. Del total de la población el 22.77% eran hispanos o latinos de cualquier raza.